# رباتیک تکاملی
روباتیک تکاملی (DevRob)، که گاهی رباتیک اپی ژنتیک نیز شناخته می‌شود، شاخه علمی با هدف مطالعه مکانیسم‌های تکاملی، معماری‌ها و محدودیت‌هایی است که امکان یادگیری مادام‌العمر و بدون پایان مهارت‌های جدید و دانش جدید در ماشین‌های ترسیم یافته را میسر می‌سازد. مانند کودک انسان، انتظار می‌رود یادگیری به صورت انباشته و با پیچیدگی فزاینده ای همراه باشد و از خودکاوی جهان با ترکیب با تعامل اجتماعی نتیجه حاصل شود. رویکرد روش‌شناختی مرسوم مبتنی است از شروع کردن از تئوری‌های رشد انسان و حیوان که در زمینه‌هایی مانند روان‌شناسی رشد، علوم اعصاب، زیست‌شناسی تکاملی و تکاملی و زبان‌شناسی شرح داده شده‌است، و سپس به رسمیت بخشیدن و معتبر کردن و پیاده‌سازی آن‌ها در روبات‌ها، و گاهی نیز کاوش کردن در افزونه‌ها یا انواع آن‌ها است. آزمایش این مدل‌ها در روبات‌ها به محققان این اجازه را می‌دهد تا آنها را با واقعیت مواجه کنند و در نتیجه، رباتیک تکاملی نیز بازخورد و فرضیه‌های جدیدی را در مورد نظریه‌های توسعه انسان و حیوان ارائه می‌دهد.
رباتیک تکاملی مرتبط با رباتیک عصبی (ER) ولی متفاوت از ان است. ER از جوامع ربات‌هایی استفاده می‌کند که در طول زمان تکامل می‌یابند، در حالی که DevRob به چگونه توسعه یافتن سازماندهی سیستم یک ربات واحد از طریق تجربه در طول زمان علاقه‌مند است.
DevRob همچنین به کارهای انجام شده در زمینه رباتیک و زندگی مصنوعی مربوط می‌شود.

## زمینه
آیا یک ربات می‌تواند مانند یک کودک یاد بگیرد؟ آیا می‌تواند انواع مهارت‌های جدید و دانش جدید نامشخص در زمان طراحی و در یک محیط ناشناخته و در حال تغییر را فرا گیرد؟ چگونه می‌تواند بدن خود و روابطش با محیط فیزیکی و اجتماعی را کشف کند؟ چگونه می‌توان ظرفیت‌های شناختی آن را بدون دخالت مهندس پس از "خروج از کارخانه " به‌طور مداوم توسعه یابد؟ چه چیزهایی را می‌تواند از طریق تعاملات اجتماعی طبیعی با انسان‌ها یاد بگیرد؟ اینها سوالاتی هستند که در مرکز روباتیک تکاملی قرار دارند. آلن تورینگ، و همچنین تعدادی دیگر از پیشگامان سایبرنتیک، قبلاً این سؤالات و رویکرد کلی را در سال ۱۹۵۰ تدوین کردند، اما تنها از پایان قرن بیستم است که بررسی سیستماتیک و ازروی قاعده آنها شروع شده‌است.
به دلیل اینکه که مفهوم ماشین‌های هوشمند تطبیقی برای رباتیک تکاملی در مرکز توجهات قرار دارد، با زمینه‌هایی مانند هوش مصنوعی، یادگیری ماشینی، رباتیک شناختی یا علوم اعصاب محاسباتی ارتباط دارد. با این حال، در حالی که ممکن است از برخی از تکنیک‌های توضیح داده شده در این زمینه‌ها مجدداً استفاده کند، از دیدگاه‌های بسیاری با آنها تفاوت دارد. این هوش مصنوعی به دلیل اینکه توانایی استدلال نمادین پیشرفته را نمی‌پذیرد با هوش مصنوعی کلاسیک تفاوت دارد و به جای مشکلات نمادین انتزاعی، بر مهارت‌های حسی-حرکتی و اجتماعی ترسیم یافته و قرار گرفته شده تمرکز می‌کند. نسبت به رباتیک شناختی به این دلیل که به فرآیندهایی که نسبت به خود قابلیت‌ها بر امکان شکل‌گیری قابلیت‌های شناختی را فراهم می آورد متمرکز است، متفاوت است. این علم با علوم اعصاب محاسباتی به دلیل اینکه بر مدل‌سازی عملکردی معماری‌های یکپارچه توسعه و یادگیری تمرکز دارد، تفاوت دارد. به‌طور کلی تر، روباتیک تکاملی به‌طور منحصر به فرد با سه ویژگی زیر مشخص می‌شود:
1. معماری‌ها و مکانیسم‌های یادگیری مستقل از کار را مورد هدف قرار می‌دهد، یعنی ماشین/ربات باید بتواند وظایف جدیدی را که توسط مهندس ناشناخته است را بیاموزد.
2. رباتیک تکاملی بر توسعه بدون پایان و یادگیری مادام العمر تأکید دارد، یعنی ظرفیت یک موجود زنده برای کسب مداوم مهارت‌های جدید. این نباید به عنوان ظرفیتی برای یادگیری «هر چیزی» یا حتی «همه چیز» برداشت شود، بلکه فقط مجموعه مهارت‌هایی که به دست می‌آیند را می‌توان حداقل در برخی (نه همه) جهات، بی‌نهایت گسترش داد.
3. پیچیدگی دانش و مهارت‌های کسب شده باید به تدریج افزایش یابد (و این افزایش کنترل شده باشد).

### کمیته‌های فنی
- کمیته فنی IEEE در سیستم‌های شناختی و رشدی (CDSTC)، که قبلاً با نام کمیته فنی IEEE برای توسعه ذهنی مستقل شناخته می‌شد، https://cis.ieee.org/technical-committees/cognitive-and-developmental-systems-technical-committee
- کمیته فنی IEEE در زمینه رباتیک شناختی، https://www.ieee-ras.org/cognitive-robotics
- کمیته فنی IEEE برای یادگیری ربات، https://www.ieee-ras.org/robot-learning/

### موسسات دانشگاهی و پژوهشگران این حوزه
- علوم شناختی دانشگاه لوند - گروه رباتیک
- آزمایشگاه رشد شناختی، دانشگاه ایندیانا، ایالات متحده
- دانشگاه ایالتی میشیگان - آزمایشگاه هوش تجسم یافته
- تیم Inria و Ensta ParisTech FLOWERS، فرانسه: اکتشاف، تعامل و یادگیری در روباتیک توسعه
- دانشگاه توکیو - آزمایشگاه سیستم‌های هوشمند و انفورماتیک
- آزمایشگاه رباتیک شناختی یورگن اشمیدهابر در IDSIA و دانشگاه فنی مونیخ
- LIRA-Lab، دانشگاه جنوا، ایتالیا
- CITEC در دانشگاه بیله فلد، آلمان
- آزمایشگاه چشم‌انداز، گروه روان‌شناسی، دانشگاه ایلینوی جنوبی کاربوندیل
- FIAS (آزمایشگاه J. Triesch. )
- LPP, CNRS (آزمایشگاه K. Oregan. )
- آزمایشگاه هوش مصنوعی، SoftBank Robotics اروپا، فرانسه
- گروه علوم کامپیوتر، دانشگاه آبردین
- آزمایشگاه آسادا، گروه سیستم‌های ماشینی تطبیقی، دانشکده مهندسی تحصیلات تکمیلی، دانشگاه اوزاکا، ژاپن
- دانشگاه تگزاس در آستین، آزمایشگاه رباتیک هوشمند UTCS
- پروژه رباتیک توسعه کالج براین ماور: پروژه‌های تحقیقاتی توسط استادان و دانشجویان در کالج‌های Swarthmore و Bryn Mawr، فیلادلفیا، PA، ایالات متحده آمریکا
- پروژه ژان: مؤسسه علوم اطلاعات دانشگاه کالیفرنیای جنوبی
- رباتیک شناختی (از جمله پنهان و جستجو) در آزمایشگاه تحقیقاتی نیروی دریایی
- آزمایشگاه رباتیک ادراکی، دانشگاه ماساچوست آمهرست آمهرست، ایالات متحده
- مرکز رباتیک و سیستم‌های عصبی ، دانشگاه پلیموث پلیموث، انگلستان
- آزمایشگاه علوم اعصاب تجسم یافته محاسباتی ، مؤسسه علوم و فناوری‌های شناختی ، شورای ملی تحقیقاتی، رم، ایتالیا
- تیم نوروسایبرنتیک، آزمایشگاه ETIS, ENSEA - دانشگاه سرگی-پونتوا - CNRS، فرانسه
- آزمایشگاه رباتیک ادراک ماشین و شناختی، دانشگاه آتلانتیک فلوریدا، بوکا راتون، فلوریدا
- گروه سیستم‌های تطبیقی، گروه علوم کامپیوتر، دانشگاه هومبولت برلین، آلمان
- آزمایشگاه رباتیک رشد شناختی (آزمایشگاه ناگای)، دانشگاه توکیو، ژاپن

### پروژه‌های کلان مرتبط
- پروژه RobotDoC (با بودجه کمیسیون اروپا)
- پروژه Italk (با بودجه کمیسیون اروپا)
- پروژه IM-CLeVeR (با بودجه کمیسیون اروپا)
- پروژه ERC Grant EXPLORERS (تأمین شده توسط شورای تحقیقات اروپا)
- پروژه RobotCub (تأمین شده توسط کمیسیون اروپا)
- پروژه رشد Feelix (تأمین شده توسط کمیسیون اروپا)

### دوره‌های آموزشی
اولین دوره‌های کارشناسی در DevRob در کالج Bryn Mawr و Swarthmore College در بهار ۲۰۰۳ توسط داگلاس بلنک و لیزا میدن ارائه شد. اولین دوره تحصیلات تکمیلی در DevRob در دانشگاه ایالتی آیووا توسط الکساندر استویچف در پاییز ۲۰۰۵ ارائه شد.